# Enric Camó i Alsina
Enric Camó (Tortosa, 17 de setembre de 1842 - Pamplona, 27 de febrer de 1903) fou un compositor musical català.

## Biografia
Estudià piano, harmonia i composició a la seva ciutat natal amb José Gotos. El 1860 fou un dels fundadors de l'Orfeó La Juventut Dertosense. Va marxar a Madrid per estudiar. Deixeble predilecte d'Eslava en el Conservatori de Madrid, les seves composicions reflecteixen les ensenyances del mestre, particularment les seves obres religioses i en les de concert, gèneres ambdós en els quals destacà més brillantment. Passà gran part de la seva vida a Aragó i Navarra i veié premiades les seves composicions a Salamanca, Cadis, Barcelona, Saragossa i Madrid; en les Exposicions aragoneses de 1885-86 i en les de Barcelona rebé medalles de primera i segona classe; la Societat Filharmònica de Santa Cecília, de Cadis, el nomenà el 1888 soci de mèrit.
Últimament a Terol va merèixer el premi d'un Certament, distinció que pesà molt en l'ànim de l'Ajuntament per nomenar-lo director de la banda municipal, de moderna creació, nomenament que va rebre pocs dies abans de la seva mort. Felip Pedrell li consagrà un número en la seva Revista Musical, de Barcelona, enumerant els treballs artístics que brollaren de la seva fecunda inspiració i ornant la primera pàgina amb el seu retrat.
Es feren cèlebres les seves Misses-Misereres, cantates i melodies consagrades al Sagrat Cor de Jesús i a la Sagrada Verge.
EL 1860 fou un dels fundadors, junt amb Antoni Anyon i Cortiella, de l'orfeó La Joventut Dertosense. Es va especialitzar en la composició de sarsueles, música de cambra i algunes obres per a coral.

## Premis
El 1882 mereixé a Salamanca el segon premi pels seus Goigos a Sta. Teresa i el desembre del mateix any, un altre premi a la mateixa ciutat per la seva Pregària a la Verge. Va rebre medalles de primera i de segona classe en les exposicions aragoneses de 1885-86. El 1886 guanyà el primer premi del Marqués de Pidal per un Motet a tres veus amb quartet de corda i harmoni i el mateix any el premi del Cercle Literari de Cadis per la seva obertura Ujué. La mateixa institució premià el seu Dúo concertante per a violí i piano el 1887 i la Real Acadèmia de Santa Cecília de Cadis premià la seva Obertura a gran orquestra i un Motet, tot això el portà a ser nomenat soci de mèrit de la Societat Filharmònica de Santa Cecília, de Cadis a l'any 1888.

## Obra
La seva obra fou coneguda pels nombrosos premis que obtingué en concursos públics i destacava per les seves obres religioses i profanes, com és normal en molts compositors del segle xix que exerciren magisteris de capella, i dins de l'estil sever d'aquesta música a la que les necessitats de servir al culte litúrgic i la disminució dels medis de les esglésies donen certa pobresa. També pels concerts, on es poden veure les ensenyances del seu mestre Hilarión Eslava.
El seu Ave Maria, dedicat al gran tenor Tamberlick, constitueix un model, amb influència de la lírica italiana, però sense una tècnica melòdica ni d'acompanyament que ofereixin interès. En general, les característiques que defineixen la seva músia religiosa són la composició a quatre veus, acompanyament d'harmoni, un estil sever en el que l'homofonia és l'element més definidor i el servei al text litúrgic.

### Obres

#### Misses
- Missa, 3V, Orq
- Missa, 4V, Orq, org
- Missa pastorela, V, org
- Missa de réquiem, 3V, org u arm, cb
- Missa de réquiem, 8V, Orq
- Missa de réquiem, 8V, fg, cb
- Missa en Mi bemoll, T, Bar, Orq
- Missa solemne, 8V, Orq

#### Antífones
- Ave Maries (deu), Co, Orq
- Gran Salve, 4V, Co, Orq
- O sacrum convivium, T, Orq, org
- O sacrum convivium, 2 Ti, org
- O sacrum convivium, T, Bar, org
- Pequeña Salve, Co
- Salve, Co, org
- Salve
- Salve, 3V, Orq, org

#### Himnes
- O salutaris, 4V, Orq
- Tantum ergo y Genitori, Mez o Bar, org

#### Lamentacions
- Lamentación 1ª de Jueves Santo, 3V, arm, cb
- Lamentación 2ª de Jueves Santo, 3V, arm, cb
- Lamentación 3ª de Jueves Santo, 3V, Bar, arm, cb
- Matribus suis dexerunt, B, org (ER)

#### Salms
- Gran miserere, Co, Orq
- Miserere, Co, Orq, arm

#### En castellà
- Almas inocentes, Letr, 2V, org, E:SEG
- Bendita sea tu pureza, T, Orq
- Despedida a la Sma. Virgen, 2Ti, org
- Despedida al Sdo. Corazón, Tu, cuart cu, arm
- Despedida al Sdo. Corazón, Bar o Mez, cuart, cu, arm
- Despedida al Sdo. Corazón, Ti, cuart cu, arm
- Gozos a la Purísima Concepción, Co, org
- Gozos a la Purísima Concepción, nº 2, Co, org
- Gozos a la Purísima Concepción, nº3, Co, org
- Gozos a la Virgen de las Escuelas Pías, Co, Orq, org
- Gozos a la Virgen del Carmen
- Gozos a la Virgen del Rosario
- Gozos a S. Roque, Co, org
- Gozos a S. José de Calasanz
- Gozos a Sta. Teresa
- Gozos al Sdo. Corazón, Co, org
- Gozos al Sto. Cristo de las Victorias, Co, org
- Himno a la Comunión
- Himno a la Sma. Virgen, Co, org
- Id, 3V, org
- Lamentos a las benditas almas del Purgatorio, Co, org
- Las siete palabras del salvador, Ti, T, Bar, arm, vc, cb
- Letrilla al Sdo. Corazón, Mez, Bar, org
- Letrillas a la Comunión, Ti, Co, Orq
- Letrillas a la Sma. Virgen, 2V, org
- Letrillas al Sdo. Corazón, Co, org
- Padre Nuestro
- Perdón oh Dios mío, Co, qnt cu, org
- Plegaria a la Sma. Virgen, Mez, org
- Rosario, 3V, Orq, arm
- Rosario, 3V, Orq, org
- Rosario, 4V, Co, Orq, arm
- Santo Dios, T, Co, Orq
- Septenario doloroso, Co, Orq

#### Música escènica
- Amor filial, Sars infantil
- Castigo y nobleza, Sars
- Don Gonzalo de Baztán, drama, 3 act
- Dos para una, Jug, 1 act
- El violín misterioso, Sars infantil
- Haz bien y no repares a quién, Sars infantil
- La noche buena, Jug, 1 act
- La palabra de honor, Sars
- Lope de Haro, drama, 1 act
- Pascual y los saboyanos, Sars infantil
- Sor Dolores o La hija del alcalde, Jug, 1 act

#### Orquestra
- Capricho humorístico
- Carmen, tanda de Val
- Carmen
- Cecilia, Val
- Góvota
- Himno a Colón
- Intermezzo
- Pasacalle
- Pilar, Val
- Ujué
- ¡Viva mi patria!

#### Banda
- Poutpurri de aires españoles, gran repretori de pasdobles, vals, polques, masurques, habaneres, jotes, marxes regulars i fúnebres

#### Música de cambra
- A mi querida patria, Noc, 2vc, p
- Andante expresivo, vn, vc, p
- Dúo concertante, vn, p
- En la aldea, Capr, qnt vnt, p

#### Cor
- El delirio, Maz
- Himno a los fueros

#### Piano
- ¡A Pamplona!, Ga (UME)
- Julia, Val (UME)